# بیدزرد (خرامه)
بیدزرد، روستایی از توابع بخش مرکزی شهرستان خرامه در استان فارس ایران است.

## جمعیت
این روستا در دهستان خیرآباد قرار دارد و براساس سرشماری مرکز آمار ایران در سال ۱۳۸۵، جمعیت آن ۷۶ نفر (۲۱خانوار) بوده‌است.